# Municipal Olympique Mougins Volley-ball
Il Municipal Olympique Mougins Volley-ball è una società pallavolistica femminile francese con sede a Mougins: milita nel campionato di Ligue A.

## Storia
Il club viene fondato nel 1977 da alcuni dipendenti municipali: tuttavia la sezione di pallavolo femminile è stata creata nel 1985. Al termine della stagione 2017-08, quando partecipa al campionato di Élite, ottiene la promozione in Ligue A.
Nella stagione 2018-19 il club esordisce nella massima divisione francese, retrocedendo alla fine dell'annata 2019-20.

## Rosa 2019-2020
| N° | Nome                    | Ruolo | Data di nascita  | Nazionalità sportiva |
| -- | ----------------------- | ----- | ---------------- | -------------------- |
| 1  | Alisée Camberabero      | L     | 23 febbraio 1996 | Francia              |
| 2  | Aléxia Joffrin          | S     | 26 ottobre 1994  | Francia              |
| 3  | Heloiza Pereira         | O     | 2 novembre 1990  | Brasile              |
| 6  | Pauline Martin          | C     | 20 ottobre 1995  | Francia              |
| 7  | Margot Le Moigne        | P     | 18 febbraio 1987 | Francia              |
| 8  | Paulina Hougaard-Jensen | C     | 11 ottobre 1996  | Danimarca            |
| 9  | Chloé Domenichini       | P     | 10 gennaio 1997  | Francia              |
| 13 | Lisa Arbos              | S     | 22 novembre 1996 | Francia              |
| 14 | Ágnes Pallag            | S     | 2 settembre 1993 | Ungheria             |
| 15 | Antonella Fortuna       | S     | 10 maggio 1995   | Italia               |
| 17 | Amélie Lautric          | C     | 1º maggio 1996   | Francia              |
| 18 | Marija Slavulj          | C     | 4 giugno 1990    | Croazia              |